# Zalmaqum

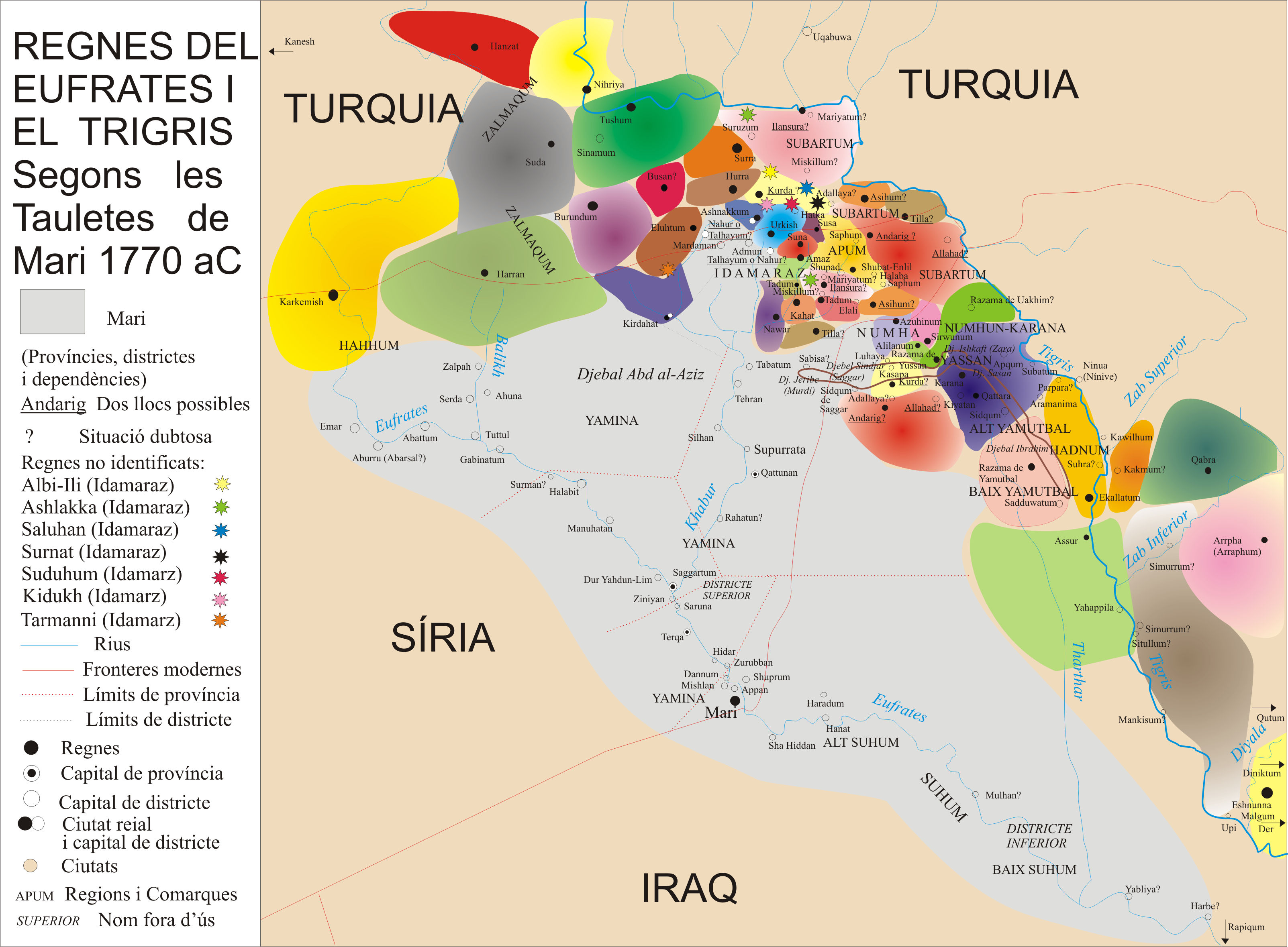
Mapa

Zalmaqum fou un extens territori, referenciat al segle xviii aC a les tauletes de Mari, poblat per tribus amorrites, i que s'estenia entre el Tigris i la regió d'Haran, quedant el Balikh a l'oest i a l'est diverses ciutats estats o petits regnes; per sud devia arribar fins a les muntanyes que avui són conegudes com a Djabal al-Aziz i de les que no es coneix el seu nom antic.
La terra de Zalmaqun estava formada per quatre regnes: Hanzat, Haran, Nihriya i Suda; els seus reis sovint actuaven conjuntament.